# Vyacheslav Ionov
Vyacheslav Ionov (em russo:  Вячеслав Николаевич Ионов, Moscovo, 26 de junho de 1940 — ?, 25 de junho de 2012) foi um velocista russo na modalidade de canoagem.
Foi vencedor da medalha de Ouro em K-4 1000 m em Tóquio 1964 com os seus colegas de equipa Anatoli Grishin, Nikolai Chuzhikov e Volodymyr Morozov.